# Gérald Gagnier
Pour les articles homonymes, voir Gagnier.
Gérald Gagnier, né le 14 octobre 1926 à Montréal et mort dans la même ville le 14 janvier 1961, est un compositeur, trompettiste et chef d'orchestre québécois.

## Biographie
Gérald Gagnier est le fils du musicien René Gagnier et petit-fils du clarinettiste Joseph Gagnier. Il reçut une éducation musicale par son père et apprit à jouer du piano et de la trompette. Il fréquenta le séminaire Saint-Joseph de Trois-Rivières de 1939 à 1945 où il reçut une éducation générale.
En 1945, il entra au Conservatoire de musique de Montréal où il reçut une formation musicale jusqu'en 1951. Durant cette période il étudia la musique sous la direction de Pierre Monteux et de François Morel. De 1946 à 1949, il enseigna au Studio Labelle.
En 1954, il sortit diplômé de la Royal Military School of Music de l'armée britannique en poste à Twickenham, près de Londres. Il joua dans le Canadian Grenadier Guards dirigé par un de ses frères Jean-Josaphat Gagnier et au côté de son père René Gagnier. Dans les années 1950, avec le grade de lieutenant, il fut directeur de plusieurs corps de musique dont ceux des Fusiliers Mont-Royal et du Corps des magasins militaires royal canadien à Montréal (1956-1961). Il fut directeur adjoint de l'Opéra national du Québec (1951).  il joua dans les  Fusiliers du Mont-Royal et de 1956 à 1961 dans Corps des magasins militaires royal canadien. En 1951 il est nommé directeur de l'Opéra national du Québec.
Gérald Gagnier composa plusieurs œuvres parmi lesquelles le poème symphonique Polyphème, un Prélude pour piano, une romantique suite pour cordes, et des Rolandineries pour piano.
Gérald Gagnier avait deux sœurs, l'actrice Ève Gagnier et la soprano Claire Gagnier.